# Mandevilla sanderi

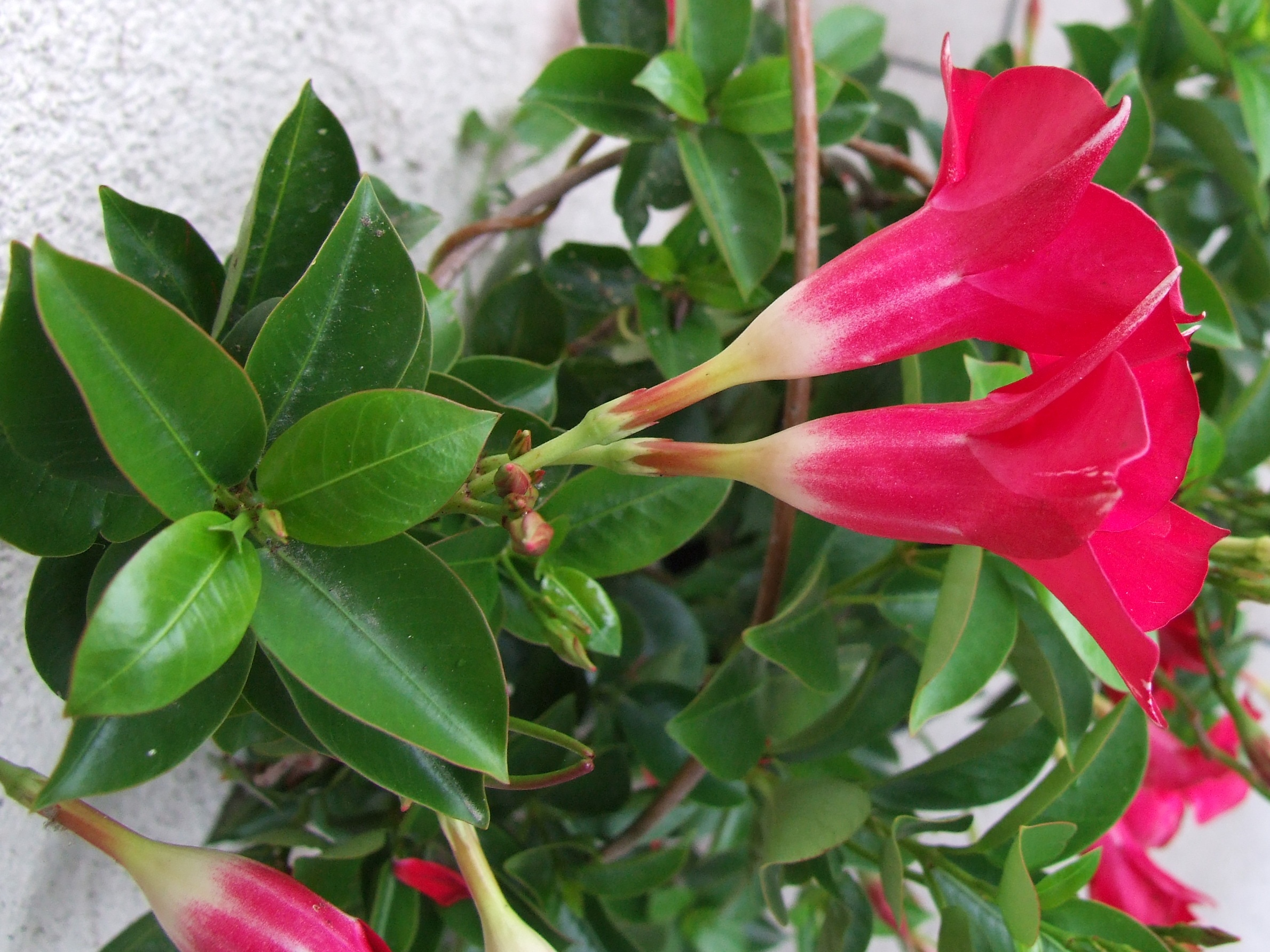
Mandevilla sanderi

Mandevilla sanderi – gatunek rośliny należący do rodziny toinowatych. W Polsce znana jest też pod nieprawidlową nazwą dipladeni lub dipladeni błyszczącej. Pochodzi z Ameryki Południowej (Brazylia), w Polsce jest uprawiana jako roślina ozdobna. Cała roślina jest trująca. 

## Morfologia
PokrójKrzewiaste pnącze.
KwiatyDuże, różowe lub czerwone; w postaci trąbki o płatkach korony odwiniętych na zewnątrz. W zalążni tych kwiatów znajdują się dwa gruczoły i stąd pochodzi nazwa Dipladenia (w języku greckim diplos znaczy podwójny, aden – gruczoł).
LiścieEliptyczne, ciemnozielone, błyszczące. Ulistnienie naprzewciwległe.

## Zastosowanie
W Polsce jest najbardziej znanym gatunkiem rodzaju Mandevilla. Najlepiej rośnie w szklarni, można ją jednak uprawiać również jako roślinę pokojową. Dobrze nadaje się także do dekoracji balkonów, altan, na zimę musi być przeniesiona do ogrzewanych pomieszczeń. Jest rośliną wieloletnią, rośnie dość szybko, nie przycinane pędy przyrastają ok. 60 cm rocznie. Jeżeli prowadzi się ją w formie pnącej należy pozostawić 1 tylko pęd, pozostałe przycinać. Uprawiana bez przycinania może po wielu latach osiągnąć długość nawet 4 m. Kwiaty rozwijają się stopniowo od wczesnego lata po późną zimę, wyrastając po 2-3 na szypułkach w kątach liści. Popularna odmiana 'Rosea' ma kwiaty o średnicy ok. 8 cm z żółtą plamą wewnątrz korony. Podobnym gatunkiem jest Mandevilla splendens, która ma również różowe kwiaty. W uprawie znajdują się też inne gatunki o białych kwiatach: Mandevilla laxa i Mandevilla boliviensis.

## Uprawa
Najważniejszym warunkiem powodzenia uprawy jest zapewnienie roślinie stałej i dużej wilgotności powietrza. Aby to uzyskać można postawić doniczkę na kamykach na dużej podstawce stale wypełnionej wodą. Dobrze jest codziennie zraszać roślinę. Liści nie nabłyszcza się. Jako podłoże najlepsza jest żyzna, próchniczna gleba. Zimą należy ją przetrzymywać w temperaturze nie niższej niż 13 °C, lepiej jednak gdy jest to 15 °C. Potrzebuje dużo światła. Latem podlewa się obficie, zimą niewiele. Roślinę corocznie przesadza się do większej doniczki. Jeśli nie chcemy by roślina miała postać długiego pnącza należy ją po przekwitnięciu silnie przyciąć. Latem nawozi się słabą dawką płynnych nawozów co 2 tygodnie. Bywa atakowana przez przędziorki, wełnowce i tarczniki. Zwalcza się je odpowiednimi środkami chemicznymi. Rozmnaża się ją na wiosnę przez ukorzenianie sadzonek wierzchołkowych. Otrzymane z nich rośliny zakwitają jeszcze w tym roku, lub w następnym.